# Bataille de Mekele
 (novembre 2020).
Si vous disposez d'ouvrages ou d'articles de référence ou si vous connaissez des sites web de qualité traitant du thème abordé ici, merci de compléter l'article en donnant les références utiles à sa vérifiabilité et en les liant à la section « Notes et références ».
Conflit de 2020 au Tigré
La bataille de Mekele, en novembre 2020, a opposé les forces armées de l'Éthiopie et de la région du Tigré pour le contrôle de la capitale Mekele dans la région du Tigré, pendant le conflit du Tigré.

## Chronologie

### 17 novembre
Mekele a été frappé par une frappe aérienne tuant deux civils et en blessant plusieurs autres. La frappe a également causé des dommages aux routes, aux ponts et aux maisons, on ne sait pas qui a porté la frappe aérienne car le gouvernement éthiopien a nié avoir ciblé des civils,,. Le gouvernement éthiopien a accusé le Front de libération du peuple du Tigré de faire sauter quatre ponts principaux menant à Mekele, tandis que le Front de libération du peuple du Tigré a nié les accusations.

### 18 novembre
Les forces éthiopiennes ont capturé Shire et Aksoum sans aucun combat le matin. Vers 9 heures du matin, les forces éthiopiennes avançaient vers Mekele par trois routes en provenance du sud, de l'est et du nord-ouest et s'étaient rendues à une distance d'environ 200 kilomètres. Le chef d'état-major des forces de défense éthiopiennes, Birhanu Jula Gelalcha, a annoncé qu'ils encercleraient Mekele et captureraient les forces du Front de libération du peuple du Tigré. Le Front de libération du peuple du Tigré a annoncé que la perte de contrôle de Shire et Aksoum n'était qu'un revers temporaire et que le Tigré serait un «enfer» pour ses ennemis.

### 19 novembre
Le chef du Front de libération du peuple du Tigré a déclaré que Mekele avait été bombardé mais n'a donné aucun détail sur les victimes ou les blessures. Redwan Hussein, porte-parole du gouvernement, a déclaré que les troupes gouvernementales se rapprochent de Mekele et ont remporté de multiples victoires et capturé un certain nombre de villes lors de leur campagne vers la capitale du Tigré.

### 20 novembre
Mekele a été touchée par une frappe aérienne qui a infligé des dégâts importants à l'université de Mekele, plusieurs civils ont été blessés.

### 22 novembre
Le Premier ministre éthiopien, Abiy Ahmed, donne un ultimatum de 72 heures aux dirigeants du Tigré pour déposer les armes. Il menace d'un "assaut impitoyable" en cas de rejet de l'offre éthiopienne. 